# 寺谷 (市原市)
寺谷（てらやつ）は、千葉県市原市の南総地区にある大字。郵便番号は290-0236。

## 概要
市原市中南部の南総地区にある。他の南総地区の字と同様に田園地帯や森林が広がっている。

## 地理
北は上高根、東は西国吉、南は栢橋、西から北は南岩崎と接している。

## 歴史

### 地名の由来
「平谷津（ひらやつ）」の転訛で、土が崩れて地肌が表れている崖地や傾斜地、坂にある湿地を意味する。

### 沿革
江戸時代は市原郡に属する村の一部であった。

## 世帯数と人口
2022年（令和4年）4月1日現在の世帯数と人口は以下の通りである。
| 町丁字 | 世帯数 | 人口  |
| ------ | ------ | ----- |
| 寺谷   | 93世帯 | 213人 |

## 通学区域
市立小学校・市立中学校及び県立高等学校の通学区域は以下の通りである。
| 町丁字 | 番地 | 小学校             | 中学校             | 高等学校 |
| ------ | ---- | ------------------ | ------------------ | -------- |
| 寺谷   | 全域 | 市原市立寺谷小学校 | 市原市立南総中学校 | 第9学区  |

## 施設
- 市原市立寺谷小学校
- 玉泉寺
- ザナショナルカントリークラブ千葉

## 交通

### 駅
- 小湊鉄道小湊鉄道線馬立駅

### バス
- コスモス南総（南総コミュニティバス）

### 道路
1. 国道
  - なし
2. 県道
  - なし
3. 主な市道
  - なし